# 兹沃尼米尔·塞尔达鲁希奇
兹沃尼米尔·塞尔达鲁希奇（1950年9月2日—），克罗地亚男子手球运动员。他曾代表南斯拉夫国家队参加1976年夏季奥林匹克运动会手球比赛，获得第5名。